# Presidente Juscelino (Maranhão)
Pour les articles homonymes, voir Presidente Juscelino.
Presidente Juscelino est une municipalité brésilienne située dans l'État du Maranhão.